# Neobalkanella psoglavi
Tribu
Genre
Espèce
Synonymes
- Tyrannochthonius psoglavi Ćurčić, 1990

Neobalkanella psoglavi, unique représentant du genre Neobalkanella et de la tribu des Neobalkanellini, est une espèce de pseudoscorpions de la famille des Chthoniidae.

## Distribution
Cette espèce est endémique de Serbie. Elle se rencontre dans la grotte Manastirska Pećina à Minićevo.

## Publications originales
- Ćurčić, 1990 : Tyrannochthonius psoglavi a new species of cave pseudoscorpion from the Balkan Peninsula (Chthoniidae, Pseudoscorpiones). Revue Arachnologique, vol. 9, no 1, p. 1-9.
- Ćurčić, 2013 : On Two New Genera of Pseudoscorpions (Pseudoscorpiones: Chthoniidae) from the Northern Mediterranean. Acta Zoologica Bulgarica, vol. 65, no 2, p. 151-158.